# Gundersheim
Gundersheim je naselje občine Cirkno v okraju Šmohor na Koroškem v Avstriji.